# Marianne Koch (Dekanin)
Marianne Koch (* September 1930 in Metzingen; † 30. März 2020 ebenda) war eine deutsche Pädagogin und evangelische Theologin; sie war eine der ersten Pfarrerinnen und die erste Dekanin in Württemberg.

## Lebenslauf
Marianne Koch wuchs in Metzingen auf und machte zunächst eine Ausbildung zur Lehrerin. Nach verschiedenen Stationen als Lehrerin wurde sie Leiterin der evangelischen Haushaltsschule Lindau-Schachen. 1969 absolvierte sie die Kirchliche Anstellungsprüfung und arbeitete in verschiedenen Sonderpfarrstellen der Evangelischen Landeskirche in Württemberg. Von 1984 bis 1995 war sie Dekanin im Kirchenbezirk Weikersheim. Ihr Nachfolger wurde 1995 Ulrich Bernecker.
Sie selbst sah ihren Lebensweg als Fügung an. Als resolute Persönlichkeit war sie eine Wegbereiterin für feministische Theologinnen. 